# Jocs Olímpics d'Estiu de 2020
Els Jocs Olímpics d'Estiu de 2020, oficialment els Jocs de la XXXII Olimpíada, van ser un esdeveniment esportiu que es va celebrar del 23 de juliol al 8 d'agost de 2021 a Tòquio (Japó) sota l'organització del Comitè Olímpic Internacional (COI). Inicialment previstos per al 2020, van ajornar-se fins al 2021 arran de la Pandèmia de COVID-19, i se celebraren majoritàriament a porta tancada.
Tsunekazu Takeda, president del Comitè Olímpic Japonès, Shintarō Ishihara, Naoki Inose i Yuriko Koike van liderar el comitè de candidatura, que va ser escollit sobre Istanbul i Madrid a la 125a sessió del Comitè Olímpic Internacional del 7 de juliol del 2013 a Buenos Aires. Fou la segona vegada que la ciutat nipona acollia els Jocs, després dels Jocs Olímpics d'Estiu de 1964, i els quarts Jocs que es van fer al Japó després dels Jocs Olímpics d'Hivern de 1972 (Sapporo) i els Jocs Olímpics d'Hivern de 1998 (Nagano). Tòquio es convertia en la primera ciutat de l'Àsia a acollir-los més d'una vegada.
Als Jocs del 2020 s'hi incorporaren esports nous: el bàsquet 3x3, el freestyle BMX i la cursa a l'americana, així com noves proves mixtes. A més, com que el comitè amfitrió pot afegir esports al programa olímpic, hi hagué per primera vegada competicions de karate, escalada esportiva, surf i monopatí de carrer. També es van recuperar el beisbol i el softbol, absents des del 2008.
També van augmentar el nombre de proves mixtes entre homes i dones, de 9 a 18, així com el número total de competicions on hi participen les dones, 156 en comparació a les 136 dels Jocs del 2016 de Rio. En total un 48,3% dels participants foren dones, la més alta proporció assolida mai en uns Jocs Olímpics.
Fanny Horta esdevingué la primera catalana a aconseguir una medalla olímpica d'aquests Jocs per França en el rugbi a 7 femení.

## Procés de designació

### Procés inicial
El Comitè Olímpic Internacional (COI) obrí el calendari per la presentació de candidatures el 23 de maig de 2011, donant-se a conèixer el 2 de setembre d'aquell mateix any les sis ciutats candidates: Bakú (Azerbaidjan), Doha (Qatar), Istanbul (Turquia), Madrid (Espanya), Roma (Itàlia) i Tòquio (Japó). El 23 de maig de 2012 la Comissió Executiva del COI en reunió ordinària realitzada al Quebec (Canadà) reduí la llista de candidates a tres ciutats: Istanbul, Madrid i Tòquio.

### Elecció de la seu
Tòquio resultà la ciutat escollida per ser seu dels Jocs Olímpics d'estiu de 2020, en una cerimònia realitzada el dia 7 de setembre de 2013 en la 125a Sessió del Comitè Olímpic Internacional reunida a la ciutat de Buenos Aires (Argentina). La ciutat eliminada a la primera ronda va ser Madrid.
| Votacions per als Jocs Olímpics de 2020 | Votacions per als Jocs Olímpics de 2020 | Votacions per als Jocs Olímpics de 2020 | Votacions per als Jocs Olímpics de 2020 | Votacions per als Jocs Olímpics de 2020 |
| --------------------------------------- | --------------------------------------- | --------------------------------------- | --------------------------------------- | --------------------------------------- |
| Ciutat                                  | CON                                     | 1a ronda                                | Desempat                                | 2a ronda                                |
| Tòquio                                  | Japó                                    | 42                                      | —                                       | 60                                      |
| Istanbul                                | Turquia                                 | 26                                      | 49                                      | 36                                      |
| Madrid                                  | Espanya                                 | 26                                      | 45                                      | —                                       |

## Els Jocs

### Esports
El programa olímpic per al 2020 es va aprovar el 9 de juny del 2017. El president del COI, Thomas Bach, digué que l'objectiu dels Jocs de Tòquio era donar-los una imatge més «juvenil» i «urbana» i augmentar el nombre de dones participants. Com a part de la nova política del COI, el comitè organitzador pot proposar que s'afegeixin esports al programa, una mesura pensada per afegir esports que són populars al país amfitrió i augmentar així l'interès local. El comitè japonès en va proposar cinc: beisbol i softbol, karate, escalada esportiva, surf i monopatí de carrer. Aquests esports es van aprovar el 2016 i s'han incorporat exclusivament al programa olímpic del 2020.
Hi haugué 339 proves de 33 esports diferents, en un total de 50 modalitats. A més dels cinc esports nous d'aquesta edició, també se celebraren 15 proves noves en esports que ja formaven part del programa olímpic, entre les quals el bàsquet 3x3, Freestyle BMX i el retorn de la cursa a l'americana en ciclisme. En la llista inferior s'indica el nombre de proves de cada modalitat entre parèntesis.
- Esports aquàtics:
  -  Natació (37)
  -  Natació sincronitzada (2)
  -  Salts (8)
  -  Waterpolo (2)
- Atletisme (48)
- Bàdminton (5)
- Basquetbol
  -  Basquetbol (2)
  -  Basquet 3x3 (2)
- Beisbol
  -  Beisbol (1)
  -  Softbol (1)
- Boxa (13)
- Ciclisme
  -  BMX (4)
  -  Ciclisme de muntanya (2)
  -  Ciclisme en pista (12)
  -  Ciclisme en ruta (4)
- Escalada esportiva (2)
- Esgrima (12)
- Futbol (2)
- Gimnàstica
  -  Gimnàstica artística (14)
  -  Gimnàstica rítmica (2)
  -  Gimnàstica acrobàtica (2)
- Golf (2)
- Halterofília (14)
- Handbol (2)
- Hípica
  - Concurs complet (2)
  - Doma clàssica (2)
  - Salt a cavall (2)
- Hoquei sobre herba (2)
- Judo (15)
- Karate
  - Kata (2)
  - Kumite (6)
- Lluita
  - Lluita grecoromana (6)
  - Lluita lliure (12)
- Monopatí de carrer (4)
- Pentatló modern (2)
- Piragüisme
  -  Eslàlom (4)
  -  Esprint (12)
- Rem (14)
- Rugbi a 7 (2)
- Surf (2)
- Taekwondo (8)
- Tennis (5)
- Tennis de taula (5)
- Tir amb arc (5)
- Tir olímpic (15)
- Triatló (3)
- Vela (10)
- Voleibol
  -  Voleibol (2)
  -  Voleibol de platja (2)

### Delegacions participants
Per primera vegada es va requerir que tots els països participants havien de tenir com a mínim una dona i un home en els seus equips.
El 9 de desembre del 2019, l'Agència Mundial Antidopatge prohibí a Rússia de participar en qualsevol competició internacional durant quatre anys. El 17 de desembre del 2020 el Tribunal d'Arbitratge de l'Esport canvià la pena i permeté a Rússia de participar en els Jocs Olímpics, però durant dos anys l'equip no pot fer servir el nom del país, ni la bandera, ni l'himne, i s'han de presentar com a atletes «neutrals». En conseqüència, Rússia competí als Jocs amb les sigles ROC, del Comitè Olímpic Rus, tot i que no es pogué fer servir el nom sencer del comitè per referir-se a la delegació. L'equip va fer servir la bandera del Comitè Olímpic Rus.
El 6 d'abril del 2021 Corea del Nord anuncià que per primera vegada des del 1988 no participaria als Jocs Olímpics d'estiu, a causa de la pandèmia de COVID-19. És l'únic comitè olímpic que no participà en aquesta edició.
| Delegacions participants |
| --- |
| - Afganistan (5) - Albània (9) - Algèria (44) - Samoa Americana (6) - Andorra (2) - Angola (20) - Antigua i Barbuda (6) - Argentina (174) - Armènia (17) - Aruba (3) - Austràlia (476) - Àustria (60) - Azerbaidjan (42) - Bahames (16) - Bahrain (32) - Bangladesh (6) - Barbados (8) - Belarús (101) - Bèlgica (121) - Belize (3) - Benín (7) - Bermudes (2) - Bhutan (4) - Bolívia (4) - Bòsnia i Hercegovina (7) - Botswana (13) - Brasil (303) - Illes Verges Britàniques (3) - Brunei (2) - Bulgària (41) - Burkina Faso (7) - Burundi (6) - Cambodja (3) - Camerun (12) - Canadà (370) - Cap Verd (6) - Illes Caiman (5) - República Centreafricana (2) - Txad (3) - Xile (58) - R.P. de la Xina (406) - Colòmbia (71) - Comores (3) - Illes Cook (6) - Costa Rica (12) - Croàcia (60) - Cuba (68) - Xipre (13) - Txèquia (117) - R.D. del Congo (7) - Dinamarca (105) - Djibouti (4) - Dominica (2) - República Dominicana (60) - Timor Oriental (3) - Equador (41) - Egipte (133) - El Salvador (5) - Guinea Equatorial (3) - Eritrea (13) - Estònia (33) - Eswatini (4) - Etiòpia (36) - Micronèsia (3) - Fiji (29) - Finlàndia (30) - França (380) - Gabon (5) - Gàmbia (4) - Geòrgia (30) - Alemanya (425) - Ghana (14) - Regne Unit (376) - Grècia (83) - Grenada (6) - Guam (5) - Guatemala (23) - Guinea (5) - Guinea Bissau (4) - Guyana (7) - Haití (6) - Hondures (21) - Hong Kong (42) - Hongria (167) - Islàndia (4) - Índia (125) - Indonèsia (28) - Iran (66) - Iraq (4) - Irlanda (116) - Israel (89) - Itàlia (371) - Costa d'Ivori (28) - Jamaica (50) - Japó (552) - Jordània (14) - Kazakhstan (92) - Kenya (85) - Kiribati (3) - Kosovo (11) - Kuwait (11) - Kirguizstan (16) - Laos (4) - Letònia (33) - Líban (8) - Lesotho (2) - Libèria (3) - Líbia (4) - Liechtenstein (5) - Lituània (37) - Luxemburg (12) - Madagascar (6) - Malawi (5) - Malàisia (30) - Maldives (4) - Mali (4) - Malta (6) - Illes Marshall (2) - Mauritània (2) - Maurici (8) - Mèxic (163) - Moldàvia (19) - Mònaco (6) - Mongòlia (42) - Montenegro (34) - Marroc (50) - Moçambic (10) - Myanmar (3) - Namíbia (11) - Nauru (2) - Nepal (5) - Països Baixos (276) - Nova Zelanda (223) - Nicaragua (8) - Níger (7) - Nigèria (52) - Macedònia del Nord (8) - Noruega (75) - Oman (4) - Pakistan (10) - República de Palau (3) - Palestina (5) - Panamà (10) - Papua Nova Guinea (8) - Paraguai (8) - Perú (34) - Filipines (19) - Polònia (216) - Portugal (92) - Puerto Rico (37) - Qatar (16) - Equip Olímpic de Refugiats (29) - Rep. del Congo (3) - ROC (333) - Romania (101) - Ruanda (6) - Saint Kitts i Nevis (3) - Saint Lucia (5) - Saint Vincent i les Grenadines (3) - Samoa (8) - San Marino (5) - São Tomé i Príncipe (3) - Aràbia Saudita (28) - Senegal (9) - Sèrbia (87) - Seychelles (5) - Sierra Leone (4) - Singapur (22) - Eslovàquia (41) - Eslovènia (47) - Salomó (2) - Somàlia (2) - Sud-àfrica (177) - Corea del Sud (237) - Sudan del Sud (2) - Espanya (320) - Sri Lanka (9) - Sudan (5) - Surinam (3) - Suècia (134) - Suïssa (106) - Síria (6) - Xina Taipei (59) - Tadjikistan (11) - Tanzània (3) - Tailàndia (42) - Togo (4) - Tonga (6) - Trinitat i Tobago (22) - Tunísia (63) - Turquia (108) - Turkmenistan (9) - Tuvalu (2) - Uganda (21) - Ucraïna (155) - Emirats Àrabs Units (5) - Estats Units (613) - Uruguai (11) - Uzbekistan (63) - Vanuatu (3) - Veneçuela (44) - Vietnam (18) - Illes Verges Americanes (4) - Iemen (5) - Zàmbia (24) - Zimbàbue (5) |

## Calendari
| CO | Cerimònia d'obertura | ● | Proves | 1 | Finals | GE | Gala d'exhibició | CC | Cerimònia de clausura |

| Juliol/agost 2021     | Juliol/agost 2021     | 21 Dc. | 22 Dj. | 23 Dv. | 24 Ds. | 25 Dg. | 26 Dl. | 27 Dt. | 28 Dc. | 29 Dj. | 30 Dv. | 31 Ds. | 1 Dg. | 2 Dl. | 3 Dt. | 4 Dc. | 5 Dj. | 6 Dv. | 7 Ds. | 8 Dg. | Finals        |
| --------------------- | --------------------- | ------ | ------ | ------ | ------ | ------ | ------ | ------ | ------ | ------ | ------ | ------ | ----- | ----- | ----- | ----- | ----- | ----- | ----- | ----- | ------------- |
| Cerimònies            | Cerimònies            |        |        | CO     |        |        |        |        |        |        |        |        |       |       |       |       |       |       |       | CC    | N/D           |
| Atletisme             | Atletisme             |        |        |        |        |        |        |        |        |        | 1      | 3      | 4     | 5     | 6     | 5     | 8     | 8     | 7     | 1     | 48            |
| Bàdminton             | Bàdminton             |        |        |        | ●      | ●      | ●      | ●      | ●      | ●      | 1      | 1      | 1     | 2     |       |       |       |       |       |       | 5             |
| Basquetbol            | Basquetbol            |        |        |        |        | ●      | ●      | ●      | ●      | ●      | ●      | ●      | ●     | ●     | ●     | ●     | ●     | ●     | 1     | 1     | 4             |
| Basquetbol            | Basquetbol 3×3        |        |        |        | ●      | ●      | ●      | ●      | 2      |        |        |        |       |       |       |       |       |       |       |       | 4             |
| Beisbol               | Beisbol               |        |        |        |        |        |        |        | ●      | ●      | ●      | ●      | ●     | ●     | ●     | ●     | ●     |       | 1     |       | 1             |
| Boxa                  | Boxa                  |        |        |        | ●      | ●      | ●      | ●      | ●      | ●      | ●      | ●      | ●     |       | 2     | 1     | 1     | 1     | 4     | 4     | 13            |
| Ciclisme              | Ciclisme en ruta      |        |        |        | 1      | 1      |        |        | 2      |        |        |        |       |       |       |       |       |       |       |       | 22            |
| Ciclisme              | Ciclisme en pista     |        |        |        |        |        |        |        |        |        |        |        |       | 1     | 2     | 1     | 2     | 2     | 1     | 3     | 22            |
| Ciclisme              | BMX                   |        |        |        |        |        |        |        |        | ●      | 2      | ●      | 2     |       |       |       |       |       |       |       | 22            |
| Ciclisme              | Ciclisme de muntanya  |        |        |        |        |        | 1      | 1      |        |        |        |        |       |       |       |       |       |       |       |       | 22            |
| Escalada esportiva    | Escalada esportiva    |        |        |        |        |        |        |        |        |        |        |        |       |       | ●     | ●     | 1     | 1     |       |       | 2             |
| Esgrima               | Esgrima               |        |        |        | 2      | 2      | 2      | 1      | 1      | 1      | 1      | 1      | 1     |       |       |       |       |       |       |       | 12            |
| Futbol                | Futbol                | ●      | ●      |        | ●      | ●      |        | ●      | ●      |        | ●      | ●      |       | ●     | ●     |       | ●     | 1     | 1     |       | 2             |
| Gimnàstica            | Artística             |        |        |        | ●      | ●      | 1      | 1      | 1      | 1      |        |        | 4     | 3     | 3     | GE    |       |       |       |       | 18            |
| Gimnàstica            | Rítmica               |        |        |        |        |        |        |        |        |        |        |        |       |       |       |       |       | ●     | 1     | 1     | 18            |
| Gimnàstica            | Trampolí              |        |        |        |        |        |        |        |        |        | 1      | 1      |       |       |       |       |       |       |       |       | 18            |
| Golf                  | Golf                  |        |        |        |        |        |        |        |        | ●      | ●      | ●      | 1     |       |       | ●     | ●     | ●     | 1     |       | 2             |
| Halterofília          | Halterofília          |        |        |        | 1      | 2      | 1      | 2      | 1      |        |        | 2      | 1     | 2     | 1     | 1     |       |       |       |       | 14            |
| Handbol               | Handbol               |        |        |        | ●      | ●      | ●      | ●      | ●      | ●      | ●      | ●      | ●     | ●     | ●     | ●     | ●     | ●     | 1     | 1     | 2             |
| Hípica                | Hípica                |        |        |        | ●      | ●      |        | 1      | 1      |        | ●      | ●      | ●     | 2     | ●     | 1     |       | ●     | 1     |       | 6             |
| Hoquei sobre herba    | Hoquei sobre herba    |        |        |        | ●      | ●      | ●      | ●      | ●      | ●      | ●      | ●      | ●     | ●     | ●     | ●     | 1     | 1     |       |       | 2             |
| Judo                  | Judo                  |        |        |        | 2      | 2      | 2      | 2      | 2      | 2      | 2      | 1      |       |       |       |       |       |       |       |       | 15            |
| Karate                | Karate                |        |        |        |        |        |        |        |        |        |        |        |       |       |       |       | 3     | 3     | 2     |       | 8             |
| Lluita                | Lluita                |        |        |        |        |        |        |        |        |        |        |        | ●     | 3     | 3     | 3     | 3     | 3     | 3     |       | 18            |
| Monopatí de carrer    | Monopatí de carrer    |        |        |        |        | 1      | 1      |        |        |        |        |        |       |       |       | 1     | 1     |       |       |       | 4             |
| Natació               | Natació               |        |        |        | ●      | 4      | 4      | 4      | 5      | 5      | 4      | 4      | 5     |       |       | 1     | 1     |       |       |       | 37            |
| Natació sincronitzada | Natació sincronitzada |        |        |        |        |        |        |        |        |        |        |        |       | ●     | ●     | 1     |       | ●     | 1     |       | 2             |
| Pentatló modern       | Pentatló modern       |        |        |        |        |        |        |        |        |        |        |        |       |       |       |       | ●     | 1     | 1     |       | 2             |
| Piragüisme            | Eslàlom               |        |        |        |        | ●      | 1      | 1      | ●      | 1      | 1      |        |       |       |       |       |       |       |       |       | 16            |
| Piragüisme            | Esprint               |        |        |        |        |        |        |        |        |        |        |        |       | ●     | 4     | ●     | 4     | ●     | 4     |       | 16            |
| Rem                   | Rem                   |        |        | ●      | ●      | ●      | ●      | 2      | 4      | 4      | 4      |        |       |       |       |       |       |       |       |       | 14            |
| Rugbi a 7             | Rugbi a 7             |        |        |        |        |        | ●      | ●      | 1      | ●      | ●      | 1      |       |       |       |       |       |       |       |       | 2             |
| Salts                 | Salts                 |        |        |        |        | 1      | 1      | 1      | 1      |        | ●      | ●      | 1     | ●     | 1     | ●     | 1     | ●     | 1     |       | 8             |
| Softbol               | Softbol               | ●      | ●      |        | ●      | ●      | ●      | 1      |        |        |        |        |       |       |       |       |       |       |       |       | 1             |
| Surf                  | Surf                  |        |        |        |        | ●      | ●      | ●      | 2      |        |        |        |       |       |       |       |       |       |       |       | 2             |
| Taekwondo             | Taekwondo             |        |        |        | 2      | 2      | 2      | 2      |        |        |        |        |       |       |       |       |       |       |       |       | 8             |
| Tennis                | Tennis                |        |        |        | ●      | ●      | ●      | ●      | ●      | ●      | 1      | 1      | 3     |       |       |       |       |       |       |       | 5             |
| Tennis de taula       | Tennis de taula       |        |        |        | ●      | ●      | 1      | ●      | ●      | 1      | 1      |        | ●     | ●     | ●     | ●     | 1     | 1     |       |       | 5             |
| Triatló               | Triatló               |        |        |        |        |        | 1      | 1      |        |        |        | 1      |       |       |       |       |       |       |       |       | 3             |
| Tir                   | Tir                   |        |        |        | 2      | 2      | 2      | 2      | ●      | 2      | 1      | 2      | ●     | 2     |       |       |       |       |       |       | 15            |
| Tir amb arc           | Tir amb arc           |        |        | ●      | 1      | 1      | 1      | ●      | ●      | ●      | 1      | 1      |       |       |       |       |       |       |       |       | 5             |
| Vela                  | Vela                  |        |        |        |        | ●      | ●      | ●      | ●      | ●      | ●      | 2      | 2     | 2     | 2     | 2     |       |       |       |       | 10            |
| Voleibol              | Voleibol de platja    |        |        |        | ●      | ●      | ●      | ●      | ●      | ●      | ●      | ●      | ●     | ●     | ●     | ●     | ●     | 1     | 1     |       | 4             |
| Voleibol              | Voleibol              |        |        |        | ●      | ●      | ●      | ●      | ●      | ●      | ●      | ●      | ●     | ●     | ●     | ●     | ●     | ●     | 1     | 1     | 4             |
| Waterpolo             | Waterpolo             |        |        |        | ●      | ●      | ●      | ●      | ●      | ●      | ●      | ●      | ●     | ●     | ●     | ●     | ●     | ●     | 1     | 1     | 2             |
| Finals totals         | Finals totals         |        |        |        | 11     | 18     | 21     | 22     | 23     | 17     | 21     | 21     | 25    | 22    | 24    | 17    | 27    | 23    | 34    | 13    | 339           |
| Total acumulatiu      | Total acumulatiu      |        |        |        | 11     | 29     | 50     | 72     | 95     | 112    | 133    | 154    | 179   | 201   | 225   | 242   | 269   | 292   | 326   | 339   | 339           |
| Juliol/agost 2021     | Juliol/agost 2021     | 21 Dc. | 22 Dj. | 23 Dv. | 24 Ds. | 25 Dg. | 26 Dl. | 27 Dt. | 28 Dc. | 29 Dj. | 30 Dv. | 31 Ds. | 1 Dg. | 2 Dl. | 3 Dt. | 4 Dc. | 5 Dj. | 6 Dv. | 7 Ds. | 8 Dg. | Finals totals |

## Catalans als Jocs Olímpics 2020
Llista dels esportistes catalans als Jocs Olímpics de Tòquio 2020.
| Esport               | Disciplina                     | Esportistes | Resultats | Resultats | Resultats | Resultats | Resultats | Resultats | Resultats | Resultats |
| -------------------- | ------------------------------ | --- | --- | --- | --- | --- | --- | --- | --- | --- |
| Atletisme            | 4x400 metres mixte             | Bernat Erta i Sara Gallego | 4es a la sèrie, batent el rècord estatal, queden eliminats després de la recalificació dels EUA i R Doinicana                                                                                     | 4es a la sèrie, batent el rècord estatal, queden eliminats després de la recalificació dels EUA i R Doinicana                                                                                     | 4es a la sèrie, batent el rècord estatal, queden eliminats després de la recalificació dels EUA i R Doinicana                              | 4es a la sèrie, batent el rècord estatal, queden eliminats després de la recalificació dels EUA i R Doinicana                | 4es a la sèrie, batent el rècord estatal, queden eliminats després de la recalificació dels EUA i R Doinicana                                             | 4es a la sèrie, batent el rècord estatal, queden eliminats després de la recalificació dels EUA i R Doinicana                                | 4es a la sèrie, batent el rècord estatal, queden eliminats després de la recalificació dels EUA i R Doinicana           | 4es a la sèrie, batent el rècord estatal, queden eliminats després de la recalificació dels EUA i R Doinicana           |
| Atletisme            | Llançament de martell femení   | Laura Redondo | 14a al seu grup de qualificació, queda eliminada | 14a al seu grup de qualificació, queda eliminada | 14a al seu grup de qualificació, queda eliminada                                                                                           | 14a al seu grup de qualificació, queda eliminada                                                                             | 14a al seu grup de qualificació, queda eliminada | 14a al seu grup de qualificació, queda eliminada                                                                                             | 14a al seu grup de qualificació, queda eliminada                                                                        | 14a al seu grup de qualificació, queda eliminada                                                                        |
| Atletisme            | 1500 metres femení             | Esther Guerrero | 8a a la seva sèrie, queda eliminada | 8a a la seva sèrie, queda eliminada | 8a a la seva sèrie, queda eliminada | 8a a la seva sèrie, queda eliminada                                                                                          | 8a a la seva sèrie, queda eliminada | 8a a la seva sèrie, queda eliminada | 8a a la seva sèrie, queda eliminada                                                                                     | 8a a la seva sèrie, queda eliminada                                                                                     |
| Atletisme            | 200 metres femení              | Jaël Bestué | 4a a la seva sèrie amb marca personal, queda eliminada | 4a a la seva sèrie amb marca personal, queda eliminada | 4a a la seva sèrie amb marca personal, queda eliminada                                                                                     | 4a a la seva sèrie amb marca personal, queda eliminada                                                                       | 4a a la seva sèrie amb marca personal, queda eliminada | 4a a la seva sèrie amb marca personal, queda eliminada                                                                                       | 4a a la seva sèrie amb marca personal, queda eliminada                                                                  | 4a a la seva sèrie amb marca personal, queda eliminada                                                                  |
| Atletisme            | 1500 metres masculí            | Adel Mechaal | 6é a la seva sèrie, es classifica per a la semifinal | 6é a la seva sèrie, es classifica per a la semifinal | 4t a la seva semifinal, es classifica per a la Final                                                                                       | 4t a la seva semifinal, es classifica per a la Final                                                                         | 5é a la Final amb marca personal (3:30.77), obté DIPLOMA OLÍMPIC                                                                                          | 5é a la Final amb marca personal (3:30.77), obté DIPLOMA OLÍMPIC                                                                             | 5é a la Final amb marca personal (3:30.77), obté DIPLOMA OLÍMPIC                                                        | 5é a la Final amb marca personal (3:30.77), obté DIPLOMA OLÍMPIC                                                        |
| Atletisme            | Heptatló                       | María Vicente | 4a als 100 metres tanques, 7a al salt d'alçada, 8a al llançament de pes i 1a a la seva sèrie dels 200 metres, 12a la general                                                                      | 4a als 100 metres tanques, 7a al salt d'alçada, 8a al llançament de pes i 1a a la seva sèrie dels 200 metres, 12a la general                                                                      | 4a als 100 metres tanques, 7a al salt d'alçada, 8a al llançament de pes i 1a a la seva sèrie dels 200 metres, 12a la general               | 4a als 100 metres tanques, 7a al salt d'alçada, 8a al llançament de pes i 1a a la seva sèrie dels 200 metres, 12a la general | 8a al salt de longitur, 19a al llançament de javelina i 9a als 800 metres, 17a a la general                                                               | 8a al salt de longitur, 19a al llançament de javelina i 9a als 800 metres, 17a a la general                                                  | 8a al salt de longitur, 19a al llançament de javelina i 9a als 800 metres, 17a a la general                             | 8a al salt de longitur, 19a al llançament de javelina i 9a als 800 metres, 17a a la general                             |
| Atletisme            | 50 quilòmetres marxa           | Jesús García Bragado | 35é amb 4:10:03 | 35é amb 4:10:03 | 35é amb 4:10:03 | 35é amb 4:10:03 | 35é amb 4:10:03 | 35é amb 4:10:03 | 35é amb 4:10:03 | 35é amb 4:10:03 |
| Atletisme            | 20 quilòmetres marxa           | Raquel González | 14a amb 1:31:57 | 14a amb 1:31:57 | 14a amb 1:31:57 | 14a amb 1:31:57 | 14a amb 1:31:57 | 14a amb 1:31:57 | 14a amb 1:31:57 | 14a amb 1:31:57 |
| Atletisme            | Marató femenina                | Marta Galimany | 37a amb 2:35:39 | 37a amb 2:35:39 | 37a amb 2:35:39 | 37a amb 2:35:39 | 37a amb 2:35:39 | 37a amb 2:35:39 | 37a amb 2:35:39 | 37a amb 2:35:39 |
| Atletisme            | Marató masculí                 | Ayad Lamdassem | 5é amb 2:10:16, obté DIPLOMA OLÍMPIC | 5é amb 2:10:16, obté DIPLOMA OLÍMPIC | 5é amb 2:10:16, obté DIPLOMA OLÍMPIC | 5é amb 2:10:16, obté DIPLOMA OLÍMPIC                                                                                         | 5é amb 2:10:16, obté DIPLOMA OLÍMPIC | 5é amb 2:10:16, obté DIPLOMA OLÍMPIC | 5é amb 2:10:16, obté DIPLOMA OLÍMPIC                                                                                    | 5é amb 2:10:16, obté DIPLOMA OLÍMPIC                                                                                    |
| Bàsquet              | Femení                         | Queralt Casas, Laia Palau i Silvia Domínguez | 1a jornada, victòria 73-69 vs Corea del Sud, amb 8 punts de Domínguez, 4 de Palau i 2 de Casas | 1a jornada, victòria 73-69 vs Corea del Sud, amb 8 punts de Domínguez, 4 de Palau i 2 de Casas | 2a jornada, victória 85-70 vs Sèrbia amb 7 punts de Domínguez                                                                              | 2a jornada, victória 85-70 vs Sèrbia amb 7 punts de Domínguez                                                                | 3a jornada, victòria 76-66 vs Canadà amb 8 punts de Casas, 4 de Domínguez i 1 de Palau, es classifiquen per a 1/4 de final com a 1es de grup              | 3a jornada, victòria 76-66 vs Canadà amb 8 punts de Casas, 4 de Domínguez i 1 de Palau, es classifiquen per a 1/4 de final com a 1es de grup | 1/4 definal, derrota 64-67 vs França amb 7 punts de Domínguez i 2 de Casas, queden eliminades i obtenen DIPLOMA OLÍMPIC | 1/4 definal, derrota 64-67 vs França amb 7 punts de Domínguez i 2 de Casas, queden eliminades i obtenen DIPLOMA OLÍMPIC |
| Bàsquet              | Masculí                        | Ricky Rubio, Pau Gasol i Marc Gasol | 1a jornada, victòria 77-88 vs Japó amb 20 punts de Rubio, 12 de Marc i 9 de Pau | 2a jornada, victòria 81-71 vs Argentina amb 26 punts de Rubio, 9 de Pau i 2 de Marc | 2a jornada, victòria 81-71 vs Argentina amb 26 punts de Rubio, 9 de Pau i 2 de Marc                                                        | 2a jornada, victòria 81-71 vs Argentina amb 26 punts de Rubio, 9 de Pau i 2 de Marc                                          | 3a jornada, derrota 87-95 vs Eslovènia amb 18 punts de Rubio, 9 de marc i 8 de Pau, es classifiquen per a 1/4 de final com a 2ns de grup                  | 3a jornada, derrota 87-95 vs Eslovènia amb 18 punts de Rubio, 9 de marc i 8 de Pau, es classifiquen per a 1/4 de final com a 2ns de grup     | 1/4 de final, derrota 81-95 vs Estats Units amb 38 punts de Rubio, obtenen DIPLOMA OLÍMPIC                              | 1/4 de final, derrota 81-95 vs Estats Units amb 38 punts de Rubio, obtenen DIPLOMA OLÍMPIC                              |
| Ciclisme             | BTT masculí, XCO               | Jofre Cullell | 15é amb 1:28:16 a 3:02 del guanyador | 15é amb 1:28:16 a 3:02 del guanyador | 15é amb 1:28:16 a 3:02 del guanyador | 15é amb 1:28:16 a 3:02 del guanyador                                                                                         | 15é amb 1:28:16 a 3:02 del guanyador | 15é amb 1:28:16 a 3:02 del guanyador | 15é amb 1:28:16 a 3:02 del guanyador                                                                                    | 15é amb 1:28:16 a 3:02 del guanyador                                                                                    |
| Futbol               | Masculí                        | Èric Garcia, Óscar Mingueza, Javi Puado, Dani Olmo i Marc Cucurella                                                                                     | 1a jornada, 0-0 vs Egipte | 2a jornada, victòria vs Austràlia | 3a jornada, 1-1 vs Argentina | 1/4 de final, victòria 5-2 després de la pròrroga vs Costa d'Ivori amb gol d'Olmo                                            | 1/4 de final, victòria 5-2 després de la pròrroga vs Costa d'Ivori amb gol d'Olmo                                                                         | Semifinal, victòria 0-1 vs Japó a la pròrroga                                                                                                | Final, derrota 1-2 vs Brasil a la pròrroga, obtenen MEDALLA DE PLATA                                                    | Final, derrota 1-2 vs Brasil a la pròrroga, obtenen MEDALLA DE PLATA                                                    |
| Gimnàstica artística | Masculí                        | Joel Plata | 1r reserva per a la final amb 81.298 punts, queda eliminat | 1r reserva per a la final amb 81.298 punts, queda eliminat | 1r reserva per a la final amb 81.298 punts, queda eliminat                                                                                 | 1r reserva per a la final amb 81.298 punts, queda eliminat                                                                   | 1r reserva per a la final amb 81.298 punts, queda eliminat                                                                                                | 1r reserva per a la final amb 81.298 punts, queda eliminat                                                                                   | 1r reserva per a la final amb 81.298 punts, queda eliminat                                                              | 1r reserva per a la final amb 81.298 punts, queda eliminat                                                              |
| Gimnàstica artística | Masculí                        | Thierno Diallo | Diallo 76.066 punts eliminat | Diallo 76.066 punts eliminat | Diallo 76.066 punts eliminat | Diallo 76.066 punts eliminat                                                                                                 | Diallo 76.066 punts eliminat | Diallo 76.066 punts eliminat | Diallo 76.066 punts eliminat                                                                                            | Diallo 76.066 punts eliminat                                                                                            |
| Gimnàstica artística | Femení                         | Alba Petisco, Laura Bechdejú i Marina González | Bechdejú 51.199 punts, Petisco 50.598 i González 49.498 no es classifiquen per a cap de les finals                                                                                                | Bechdejú 51.199 punts, Petisco 50.598 i González 49.498 no es classifiquen per a cap de les finals                                                                                                | Bechdejú 51.199 punts, Petisco 50.598 i González 49.498 no es classifiquen per a cap de les finals                                         | Bechdejú 51.199 punts, Petisco 50.598 i González 49.498 no es classifiquen per a cap de les finals                           | Bechdejú 51.199 punts, Petisco 50.598 i González 49.498 no es classifiquen per a cap de les finals                                                        | Bechdejú 51.199 punts, Petisco 50.598 i González 49.498 no es classifiquen per a cap de les finals                                           | Bechdejú 51.199 punts, Petisco 50.598 i González 49.498 no es classifiquen per a cap de les finals                      | Bechdejú 51.199 punts, Petisco 50.598 i González 49.498 no es classifiquen per a cap de les finals                      |
| Golf                 | Stroke play individual masculí | Adri Arnaus | 9é a la 1a ronda amb -3 | 2a ronda, -2, totalitza -5 i és 15é a la general | +3 a la 3a ronda, 45é a la general | +3 a la 3a ronda, 45é a la general                                                                                           | -4 a la 4a ronda, 38é a la general | -4 a la 4a ronda, 38é a la general | -4 a la 4a ronda, 38é a la general                                                                                      | -4 a la 4a ronda, 38é a la general                                                                                      |
| Halterofília         | +190 quilograms maculí         | Marcos Ruiz | 1r a la seva sèrie en arrencada i 2n en dos temps, 2n al total del seu grup i 7é a la generas, obté DIPLOMA OLÍMPIC                                                                               | 1r a la seva sèrie en arrencada i 2n en dos temps, 2n al total del seu grup i 7é a la generas, obté DIPLOMA OLÍMPIC                                                                               | 1r a la seva sèrie en arrencada i 2n en dos temps, 2n al total del seu grup i 7é a la generas, obté DIPLOMA OLÍMPIC                        | 1r a la seva sèrie en arrencada i 2n en dos temps, 2n al total del seu grup i 7é a la generas, obté DIPLOMA OLÍMPIC          | 1r a la seva sèrie en arrencada i 2n en dos temps, 2n al total del seu grup i 7é a la generas, obté DIPLOMA OLÍMPIC                                       | 1r a la seva sèrie en arrencada i 2n en dos temps, 2n al total del seu grup i 7é a la generas, obté DIPLOMA OLÍMPIC                          | 1r a la seva sèrie en arrencada i 2n en dos temps, 2n al total del seu grup i 7é a la generas, obté DIPLOMA OLÍMPIC     | 1r a la seva sèrie en arrencada i 2n en dos temps, 2n al total del seu grup i 7é a la generas, obté DIPLOMA OLÍMPIC     |
| Handbol              | Masculí                        | Aleix Gómez, Viran Morros, Ferran Solé, Antoni Garcia i Adrià Figueras                                                                                  | 1a jornada, victòria 28-27 vs Alemanya amb 5 gols de Góimez i Figueras i 2 de Solé i Garcia | 2a jornada, victòria 28-27 vs Noruega amb 10 gols de Figueras, 6 de García, 3 de Gómez i 2 de Solé                                                                                                | 3a jornada, victòria 32-25 vs Brasil amb 5 gols de Solé, 4 de Gómez i Figueras                                                             | 4a jornada, derrota 31-36 vs França amb 6 gols de Gómez, 4 de García, 3 de Solé i 1 de Figueras                              | 5a jornada, victòria 36-27 vs Argentina amb 6 gols de Gómez, 5 de Solé, 4 de Figueras i 2 de García, es classifiquen per a 1/4 de final com a 2ns de grup | 1/4 de final, victòria 34-34 vs Suècia amb 8 gols de Gómez, 4 de Figueras i 2 de García, es classifiquen per a la semifinal                  | Semifinal, derrota 23-27 vs Dinamarca amb 5 gols de Figueras, 4 de Gómez i 3 de García                                  | Partit pel bronze, victòria 33-31 vs Egipte amb 8 gols de Gómez, 6 de García i 3 de Figueras, obtenen MEDALLA DE BRONZE |
| Handbol              | Femení                         | Elisabet Cesáreo | 1a jornada, derrota vs Suècia 24-31 amb gol de Cesáreo | 2a jornada, victória 28-25 vs França amb 2 gols de Cesáreo | 3a jornada, victòria 27-23 vs Brasil amb gol de Cesáreo                                                                                    | 3a jornada, victòria 27-23 vs Brasil amb gol de Cesáreo                                                                      | 4a jornada, derrota 25-29 vs Hongria amb 3 gols de Cesáreo                                                                                                | 4a jornada, derrota 25-29 vs Hongria amb 3 gols de Cesáreo                                                                                   | 5a jornada, derrota 31-34 vs Rússia, queda eliminada                                                                    | 5a jornada, derrota 31-34 vs Rússia, queda eliminada                                                                    |
| Hípica               | Doma clàssica                  | Beatriz Ferrer-Salat | 3a al grup B amb 72.096 punts, no assola plaça directa per a la final però té opcions si entra dins les 6 millors marques no classificades                                                        | 3a al grup B amb 72.096 punts, no assola plaça directa per a la final però té opcions si entra dins les 6 millors marques no classificades                                                        | 3a al grup B amb 72.096 punts, no assola plaça directa per a la final però té opcions si entra dins les 6 millors marques no classificades | Es classifica per a la final individual i per equips                                                                         | Es classifica per a la final individual i per equips | 2464 punts per a un total de 7198,5 al equip, queda 7a a la Final per equips, obté DIPLOMA OLÍMPIC                                           | 2464 punts per a un total de 7198,5 al equip, queda 7a a la Final per equips, obté DIPLOMA OLÍMPIC                      | 2464 punts per a un total de 7198,5 al equip, queda 7a a la Final per equips, obté DIPLOMA OLÍMPIC                      |
| Hoquei herba         | Masculí                        | Quico Cortés, Miki Delàs, Roc Oliva, Josep Romeu Argemí, Marc Sallés, David Alegre, Pau Quemada, Marc Boltó, Xavi Lleonart, Llorenç Piera i Vicenç Ruiz | 1a jornada, 1-1 vs Argentina, gol de Quemada | 2a jornada, derrota 3-4 vs Nova Zelanda amb gols de Quemada i Boltó | 3a jornada, derrota 0-3 vs Índia | 4a jornada, victòria 1-4 vs Japó amb 2 gols de Lleonart i 1 de Quemada i Alegre                                              | 5a jornada, 1-1 vs Austràlia amb gol de Quemada, es classifica per a 1/4 de final                                                                         | 5a jornada, 1-1 vs Austràlia amb gol de Quemada, es classifica per a 1/4 de final                                                            | 1/4 de final, derrota 1-3 vs Bèlgica, elimitants, obtnenen DIPLOMA OLÍMPIC                                              | 1/4 de final, derrota 1-3 vs Bèlgica, elimitants, obtnenen DIPLOMA OLÍMPIC                                              |
| Hoquei herba         | Femení                         | Berta Bonastre, Georgina Oliva, Carlota Petchamé, Júlia Pons i Clara Ycart                                                                              | 1a jornada, derrota 1-3 vs Austràlia | 2a jornada, derrota 0-3 vs Argentina | 3a jornada, victòria 2-1 vs Nova Zelanda                                                                                                   | 4a jornada, victòria 2-0 vs Xina amb gol de Bonastre                                                                         | 5a jornada, victòria 1-4 vs Japó amb gol de Bonastre, es classifiquen per a 1/4 de final com a 2es del grup B                                             | 5a jornada, victòria 1-4 vs Japó amb gol de Bonastre, es classifiquen per a 1/4 de final com a 2es del grup B                                | 1/4 de final derrota als ahot-outs després de 2-2 vs Gran Bretanya amb gol de Bonastre                                  | 1/4 de final derrota als ahot-outs després de 2-2 vs Gran Bretanya amb gol de Bonastre                                  |
| Natació              | 400 metres estils femení       | Mireia Belmonte | 3a a la seva sèrie amb 4:35.88, es classifica per a la final amb la 4a millor marca | 3a a la seva sèrie amb 4:35.88, es classifica per a la final amb la 4a millor marca | 3a a la seva sèrie amb 4:35.88, es classifica per a la final amb la 4a millor marca                                                        | 4a a la Final amb 4:35.13, obté DIPLOMA OLÍMPIC                                                                              | 4a a la Final amb 4:35.13, obté DIPLOMA OLÍMPIC | 4a a la Final amb 4:35.13, obté DIPLOMA OLÍMPIC                                                                                              | 4a a la Final amb 4:35.13, obté DIPLOMA OLÍMPIC                                                                         | 4a a la Final amb 4:35.13, obté DIPLOMA OLÍMPIC                                                                         |
| Natació              | 1500 metres lliure femení      | Mireia Belmonte | 7a a la seva sèrie amb 16:11.68, queda eliminada | 7a a la seva sèrie amb 16:11.68, queda eliminada | 7a a la seva sèrie amb 16:11.68, queda eliminada                                                                                           | 7a a la seva sèrie amb 16:11.68, queda eliminada                                                                             | 7a a la seva sèrie amb 16:11.68, queda eliminada | 7a a la seva sèrie amb 16:11.68, queda eliminada                                                                                             | 7a a la seva sèrie amb 16:11.68, queda eliminada                                                                        | 7a a la seva sèrie amb 16:11.68, queda eliminada                                                                        |
| Natació              | 800 metres lliure femení       | Mireia Belmonte | 6a a la semifinal, queda eliminada | 6a a la semifinal, queda eliminada | 6a a la semifinal, queda eliminada | 6a a la semifinal, queda eliminada                                                                                           | 6a a la semifinal, queda eliminada | 6a a la semifinal, queda eliminada | 6a a la semifinal, queda eliminada                                                                                      | 6a a la semifinal, queda eliminada                                                                                      |
| Natació              | 100 metres braça femení        | Jèssica Vall | 18é millor temps a les sèries, queda eliminada | 18é millor temps a les sèries, queda eliminada | 18é millor temps a les sèries, queda eliminada                                                                                             | 18é millor temps a les sèries, queda eliminada                                                                               | 18é millor temps a les sèries, queda eliminada | 18é millor temps a les sèries, queda eliminada                                                                                               | 18é millor temps a les sèries, queda eliminada                                                                          | 18é millor temps a les sèries, queda eliminada                                                                          |
| Natació              | 200 metres braça               | Jèssica Vall | 3a a la seva sèrie, es classifica per a semifinals | 3a a la seva sèrie, es classifica per a semifinals | 3a a la seva sèrie, es classifica per a semifinals                                                                                         | 6a a la semifinal, queda eliminada                                                                                           | 6a a la semifinal, queda eliminada | 6a a la semifinal, queda eliminada | 6a a la semifinal, queda eliminada                                                                                      | 6a a la semifinal, queda eliminada                                                                                      |
| Natació              | 200 metres braça               | Marina García | 5a a la seva serie, queda eliminada | 5a a la seva serie, queda eliminada | 5a a la seva serie, queda eliminada | 5a a la seva serie, queda eliminada                                                                                          | 5a a la seva serie, queda eliminada | 5a a la seva serie, queda eliminada | 5a a la seva serie, queda eliminada                                                                                     | 5a a la seva serie, queda eliminada                                                                                     |
| Natació              | 200 metres estils femení       | Àfrica Zamorano | 6a a la seva sèrie, queda eliminada | 6a a la seva sèrie, queda eliminada | 6a a la seva sèrie, queda eliminada | 6a a la seva sèrie, queda eliminada                                                                                          | 6a a la seva sèrie, queda eliminada | 6a a la seva sèrie, queda eliminada | 6a a la seva sèrie, queda eliminada                                                                                     | 6a a la seva sèrie, queda eliminada                                                                                     |
| Natació              | 200 metres esquena femení      | Àfrica Zamorano | 6a a la seva sèrie, es classifica per a semifinals | 6a a la seva sèrie, es classifica per a semifinals | 6a a la seva sèrie, es classifica per a semifinals                                                                                         | 7a a la seva semifinal, no es classifica per a la Final                                                                      | 7a a la seva semifinal, no es classifica per a la Final                                                                                                   | 7a a la seva semifinal, no es classifica per a la Final                                                                                      | 7a a la seva semifinal, no es classifica per a la Final                                                                 | 7a a la seva semifinal, no es classifica per a la Final                                                                 |
| Natació              | 4x100 metres estils            | Àfrica Zamorano, Jèssica Vall i Mireia Belmonte | 8es a la seva sèrie, queden eliminades | 8es a la seva sèrie, queden eliminades | 8es a la seva sèrie, queden eliminades | 8es a la seva sèrie, queden eliminades                                                                                       | 8es a la seva sèrie, queden eliminades | 8es a la seva sèrie, queden eliminades | 8es a la seva sèrie, queden eliminades                                                                                  | 8es a la seva sèrie, queden eliminades                                                                                  |
| Natació artística    | Duo                            | Iris Tió | 9a a la preliminar de rutina lliure | 9a a la preliminar de rutina lliure | 11a a la semifinal de rutina tècnica, es classifica per a la final                                                                         | 11a a la semifinal de rutina tècnica, es classifica per a la final                                                           | 10a a la final de rutina lliure | 10a a la final de rutina lliure | 10a a la final de rutina lliure                                                                                         | 10a a la final de rutina lliure                                                                                         |
| Natació artística    | Equip                          | Iris Tió | 7a a la rutina tècnica | 7a a la rutina tècnica | 7a a la rutina tècnica | 7a a la rutina tècnica | 7es a la rutina lliure, obtenen DIPLOMA OLÍMPIC | 7es a la rutina lliure, obtenen DIPLOMA OLÍMPIC                                                                                              | 7es a la rutina lliure, obtenen DIPLOMA OLÍMPIC                                                                         | 7es a la rutina lliure, obtenen DIPLOMA OLÍMPIC                                                                         |
| Natació artística    | Equip                          | Ona Carbonell, Berta Ferreras, Paula Ramírez i Meritxell Mas                                                                                            | 7a a la rutina tècnica | 7a a la rutina tècnica | 7a a la rutina tècnica | 7a a la rutina tècnica | 7es a la rutina lliure, obtenen DIPLOMA OLÍMPIC | 7es a la rutina lliure, obtenen DIPLOMA OLÍMPIC                                                                                              | 7es a la rutina lliure, obtenen DIPLOMA OLÍMPIC                                                                         | 7es a la rutina lliure, obtenen DIPLOMA OLÍMPIC                                                                         |
| Pentatló Modern      | Masculí                        | Aleix Heredia | 23é a l'esgrima amb 16 victòries i 19 derrotes | 23é a l'esgrima amb 16 victòries i 19 derrotes | 3r a la seva sèrie de 200 metres de natació                                                                                                | 4 pts a la ronda extra d'esgrima                                                                                             | 15é a la prova equestre amb Up to you | 15é a la prova equestre amb Up to you | 23é al Laser-run de vela, 23é a la general                                                                              | 23é al Laser-run de vela, 23é a la general                                                                              |
| Piragüisme           | Eslàlum C1 femení              | Núria Vilarrubla | 9a a la1a baixada i 15a a la 2a baixada, es classifica per a semifinals | 9a a la1a baixada i 15a a la 2a baixada, es classifica per a semifinals | 8a a la Semifinal | 8a a la Final, obté DIPLOMA OLÍMPIC                                                                                          | 8a a la Final, obté DIPLOMA OLÍMPIC | 8a a la Final, obté DIPLOMA OLÍMPIC | 8a a la Final, obté DIPLOMA OLÍMPIC                                                                                     | 8a a la Final, obté DIPLOMA OLÍMPIC                                                                                     |
| Piragüisme           | K1 200 metres masculí          | Saúl Craviotto | 2n a la seva sèrie, es classifica per a semifinals | 2n a la seva sèrie, es classifica per a semifinals | 4t a la seva semifinal, accedeix a la Final                                                                                                | 4t a la seva semifinal, accedeix a la Final                                                                                  | 7é a la Final, obté DIPLOMA OLÍMPIC | 7é a la Final, obté DIPLOMA OLÍMPIC | 7é a la Final, obté DIPLOMA OLÍMPIC                                                                                     | 7é a la Final, obté DIPLOMA OLÍMPIC                                                                                     |
| Piragüisme           | K4 500 metres masculí          | | 1r a la seva sèrie amb rècord olímpic (1:21.658), es classifica per a semifinals | 1r a la seva sèrie amb rècord olímpic (1:21.658), es classifica per a semifinals | 1r a la seva semifinal, classifica per a la Final A                                                                                        | 1r a la seva semifinal, classifica per a la Final A                                                                          | 2n a la Final A, obté MEDALLA DE PLATA | 2n a la Final A, obté MEDALLA DE PLATA | 2n a la Final A, obté MEDALLA DE PLATA                                                                                  | 2n a la Final A, obté MEDALLA DE PLATA                                                                                  |
| Rem                  | 2 sense timoner femení         | Aina Cid | 3a a la seva sèrie amb 7:23.14, es classifica per a les semifinals | 3a a la seva sèrie amb 7:23.14, es classifica per a les semifinals | 3a a la seva semifinal, es classifica per a la final                                                                                       | 3a a la seva semifinal, es classifica per a la final                                                                         | 6a a la Final, obté DIPLOMA OLÍMPIC | 6a a la Final, obté DIPLOMA OLÍMPIC | 6a a la Final, obté DIPLOMA OLÍMPIC                                                                                     | 6a a la Final, obté DIPLOMA OLÍMPIC                                                                                     |
| Rem                  | Doble scull lleuger masculí    | Manel Balastegui | 4t a la seva sèrie amb 6:38.72, haurà de disputar la repesca per intentar avançar ronda | 4t a la seva sèrie amb 6:38.72, haurà de disputar la repesca per intentar avançar ronda | 2n a la seva sèrie de repesca, es classifica per a les semifinals                                                                          | 2n a la seva sèrie de repesca, es classifica per a les semifinals                                                            | 5é a la seva semifinal, es classifica pera a la Final B                                                                                                   | 5é a la seva semifinal, es classifica pera a la Final B                                                                                      | 1r a la Final B, 7é a la general, obté DIPLOMA OLÍMPIC                                                                  | 1r a la Final B, 7é a la general, obté DIPLOMA OLÍMPIC                                                                  |
| Tennis               | Individual Femení              | Paula Badosa | 1/32 de final, victòria 2-1 (6-7 6-3 6-0) vs Mladenovic (França) | 1/16 de final, victòria 2-0 (6-3 7-4) vs Iga Swiatek (Polònia) | 1/16 de final, victòria 2-0 (6-3 7-4) vs Iga Swiatek (Polònia)                                                                             | 1/8 de final, victòria 2-0 (6-2 6-3) vs Nadia Podoroska (Argentina)                                                          | 1/4 de final, derrota per retirada vs Marketa Vondrousova (Txèqua), obté DIPLOMA OLÍMPIC                                                                  | 1/4 de final, derrota per retirada vs Marketa Vondrousova (Txèqua), obté DIPLOMA OLÍMPIC                                                     | 1/4 de final, derrota per retirada vs Marketa Vondrousova (Txèqua), obté DIPLOMA OLÍMPIC                                | 1/4 de final, derrota per retirada vs Marketa Vondrousova (Txèqua), obté DIPLOMA OLÍMPIC                                |
| Tennis               | Dobles femení                  | Paula Badosa | 1/16 de final, victòria 2-1 (6-2 6-7 10-7) vs Olmos i Zarauza (Mèxic) | 1/16 de final, victòria 2-1 (6-2 6-7 10-7) vs Olmos i Zarauza (Mèxic) | 1/16 de final, victòria 2-1 (6-2 6-7 10-7) vs Olmos i Zarauza (Mèxic)                                                                      | 1/8 de final, derrota 1-2 (2-6 7-5 5-10) vs Krejcikova i Siniakova (Txèquia), queda eliminada                                | 1/8 de final, derrota 1-2 (2-6 7-5 5-10) vs Krejcikova i Siniakova (Txèquia), queda eliminada                                                             | 1/8 de final, derrota 1-2 (2-6 7-5 5-10) vs Krejcikova i Siniakova (Txèquia), queda eliminada                                                | 1/8 de final, derrota 1-2 (2-6 7-5 5-10) vs Krejcikova i Siniakova (Txèquia), queda eliminada                           | 1/8 de final, derrota 1-2 (2-6 7-5 5-10) vs Krejcikova i Siniakova (Txèquia), queda eliminada                           |
| Tennis               | Dobles mixtos                  | Paula Badosa | 1/8 de final, derrota per retirada vs Swiatek i Kubot (Polònia) | 1/8 de final, derrota per retirada vs Swiatek i Kubot (Polònia) | 1/8 de final, derrota per retirada vs Swiatek i Kubot (Polònia)                                                                            | 1/8 de final, derrota per retirada vs Swiatek i Kubot (Polònia)                                                              | 1/8 de final, derrota per retirada vs Swiatek i Kubot (Polònia)                                                                                           | 1/8 de final, derrota per retirada vs Swiatek i Kubot (Polònia)                                                                              | 1/8 de final, derrota per retirada vs Swiatek i Kubot (Polònia)                                                         | 1/8 de final, derrota per retirada vs Swiatek i Kubot (Polònia)                                                         |
| Tennis               | Individual fememí              | Garbiñe Muguruza | 1/32 de final, victòria 2-0 (7-5 7-5) vs Kudermetova (ROC) | 1/16 de final, victòria 2-0 (6-3 6-3) vs Qiang Wang (Xina) | 1/8 de final, victòria 2-0 (6-4 6-1) vs Alison van Uytvank (Bèlgica)                                                                       | 1/8 de final, victòria 2-0 (6-4 6-1) vs Alison van Uytvank (Bèlgica)                                                         | 1/4 de final, derrota 0-2 (5-7 1-6) vs Ielena Ribàkina (Kazakhstan), obté DIPLOMA OLÍMPIC                                                                 | 1/4 de final, derrota 0-2 (5-7 1-6) vs Ielena Ribàkina (Kazakhstan), obté DIPLOMA OLÍMPIC                                                    | 1/4 de final, derrota 0-2 (5-7 1-6) vs Ielena Ribàkina (Kazakhstan), obté DIPLOMA OLÍMPIC                               | 1/4 de final, derrota 0-2 (5-7 1-6) vs Ielena Ribàkina (Kazakhstan), obté DIPLOMA OLÍMPIC                               |
| Tennis               | Dobles femení                  | Garbiñe Muguruza | 1/16 de final, victòria 2-0 (6-3 7-6) vs Mertens i van Uytvanck (Bèlgica) | 1/16 de final, victòria 2-0 (6-3 7-6) vs Mertens i van Uytvanck (Bèlgica) | 1/16 de final, victòria 2-0 (6-3 7-6) vs Mertens i van Uytvanck (Bèlgica)                                                                  | 1/8 de final, derrota 1-2 (6-3 1-6 9-11) vs Bencic i Golubic (Suissa), queda eliminada                                       | 1/8 de final, derrota 1-2 (6-3 1-6 9-11) vs Bencic i Golubic (Suissa), queda eliminada                                                                    | 1/8 de final, derrota 1-2 (6-3 1-6 9-11) vs Bencic i Golubic (Suissa), queda eliminada                                                       | 1/8 de final, derrota 1-2 (6-3 1-6 9-11) vs Bencic i Golubic (Suissa), queda eliminada                                  | 1/8 de final, derrota 1-2 (6-3 1-6 9-11) vs Bencic i Golubic (Suissa), queda eliminada                                  |
| Tennis de taula      | Femení                         | Gàlia Dvorak | 1a ronda, derrota 1-4 (9-11 11-4 5-11 5-11 8-11) vs Juan Liu (EUA), queda eliminada | 1a ronda, derrota 1-4 (9-11 11-4 5-11 5-11 8-11) vs Juan Liu (EUA), queda eliminada | 1a ronda, derrota 1-4 (9-11 11-4 5-11 5-11 8-11) vs Juan Liu (EUA), queda eliminada                                                        | 1a ronda, derrota 1-4 (9-11 11-4 5-11 5-11 8-11) vs Juan Liu (EUA), queda eliminada                                          | 1a ronda, derrota 1-4 (9-11 11-4 5-11 5-11 8-11) vs Juan Liu (EUA), queda eliminada                                                                       | 1a ronda, derrota 1-4 (9-11 11-4 5-11 5-11 8-11) vs Juan Liu (EUA), queda eliminada                                                          | 1a ronda, derrota 1-4 (9-11 11-4 5-11 5-11 8-11) vs Juan Liu (EUA), queda eliminada                                     | 1a ronda, derrota 1-4 (9-11 11-4 5-11 5-11 8-11) vs Juan Liu (EUA), queda eliminada                                     |
| Triatló              | Femení                         | Anna Godoy | Deblada en la darrera volta del sector de ciclisme, queda eliminada | Deblada en la darrera volta del sector de ciclisme, queda eliminada | Deblada en la darrera volta del sector de ciclisme, queda eliminada                                                                        | Deblada en la darrera volta del sector de ciclisme, queda eliminada                                                          | Deblada en la darrera volta del sector de ciclisme, queda eliminada                                                                                       | Deblada en la darrera volta del sector de ciclisme, queda eliminada                                                                          | Deblada en la darrera volta del sector de ciclisme, queda eliminada                                                     | Deblada en la darrera volta del sector de ciclisme, queda eliminada                                                     |
| Triatló              | Relleu Mixte                   | Anna Godoy | 12a al seu relleu (1r), 10a a la general | 12a al seu relleu (1r), 10a a la general | 12a al seu relleu (1r), 10a a la general                                                                                                   | 12a al seu relleu (1r), 10a a la general                                                                                     | 12a al seu relleu (1r), 10a a la general | 12a al seu relleu (1r), 10a a la general | 12a al seu relleu (1r), 10a a la general                                                                                | 12a al seu relleu (1r), 10a a la general                                                                                |
| Vela                 | Làser radial                   | Cristina Pujol | 1a a la 1a regata i 23a a la 2a regata, 8º a la general | 23a a la 3a regata i 28a a la 4a regata, 18a a la general | 24a a la 5a regata i 26a a la 6a regata, 22a a la general                                                                                  | 30a a la 7a regata i 33a a la 8a regata, 25a a la general                                                                    | 20a a la 9a regata i 4a a la 10º regata, 23a a la general, no es classifica per a la medal race                                                           | 20a a la 9a regata i 4a a la 10º regata, 23a a la general, no es classifica per a la medal race                                              | 20a a la 9a regata i 4a a la 10º regata, 23a a la general, no es classifica per a la medal race                         | 20a a la 9a regata i 4a a la 10º regata, 23a a la general, no es classifica per a la medal race                         |
| Vela                 | 470 masculí                    | Jordi Xammar | 10é a la 1a regata i 1r a la 2a regata, 3r a la general | 10é a la 3a regata i 6é a la 4a regata, 7é a la general | 14é a la 5a regata i 1r a la 6a regata, 4t a la general                                                                                    | 2n a la 7a regata i 3r a la 8a regata, 2n a la general                                                                       | 5é a la 9a regaa i 7é a la 10a regata, 3r a la general, es classifica per a la medal race                                                                 | 5é a la 9a regaa i 7é a la 10a regata, 3r a la general, es classifica per a la medal race                                                    | 5é a la Medal Race, 3r a la general, obté MEDALLA DE BRONZE                                                             | 5é a la Medal Race, 3r a la general, obté MEDALLA DE BRONZE                                                             |
| Vela                 | 470 femení                     | Sílvia Mas | 11a a la 1a regata i 13a a la 2a regata, 15a a la general | 3a a la 3a regata i 6a a la 4a regata, 7a a la general | 15a a les regates 5a i 6a, 12a a la general                                                                                                | 8a a la 7a regata i 17a a la 8a regata, 12a a la general                                                                     | 1a a la 9a regatai 10a a la 10a regata, 11a a la general, no es classifica pera a la medal race                                                           | 1a a la 9a regatai 10a a la 10a regata, 11a a la general, no es classifica pera a la medal race                                              | 1a a la 9a regatai 10a a la 10a regata, 11a a la general, no es classifica pera a la medal race                         | 1a a la 9a regatai 10a a la 10a regata, 11a a la general, no es classifica pera a la medal race                         |
| Vela                 | Nacra 17 mixt                  | Florian Trittel | 4t a la 1a regata, 6é a la 2a i 3a regates, 7é a la general | 10é a la 4a regata, 6é a la 5a regata i 3r a la 6a regata, 6é a la general | 7é a la 7a regata, 1r a la 8a regata i 7é a la 9a regata, 5é a la general                                                                  | 7é a la 7a regata, 1r a la 8a regata i 7é a la 9a regata, 5é a la general                                                    | 9é a la 10a regata, 13é a l'11a regata i 3r a la 12a regata, 5é a la general, es classifica pera a la medal race                                          | 9é a la 10a regata, 13é a l'11a regata i 3r a la 12a regata, 5é a la general, es classifica pera a la medal race                             | 7e a la medal race, 6é a la general, obté DIPLOMA OLÍMPIC                                                               | 7e a la medal race, 6é a la general, obté DIPLOMA OLÍMPIC                                                               |
| Waterpolo            | Femení                         | Elena Ruiz, Anni Espar, Clara Espar, Laura Ester, Judith Forca, Maica García, Roser Tarragó, Marta Bach, Irene González, Paula Leitón i Bea Ortiz       | 1a jornada, victòria 29-4 vs Sud-àfrica amb 5 gols d'Elena Ruiz, 4 d'Anni Espar, Bea Ortiz i Judith Forca, 3 de Roser Tarragó i Paula Leitón, 2 de Marta Bach i Irene González i 1 de Clara Espar | 1a jornada, victòria 29-4 vs Sud-àfrica amb 5 gols d'Elena Ruiz, 4 d'Anni Espar, Bea Ortiz i Judith Forca, 3 de Roser Tarragó i Paula Leitón, 2 de Marta Bach i Irene González i 1 de Clara Espar | 2a jornada, victòria 14-10 vs Canadà amb 4 gols d'Ortiz, 3 de Tarragó, 2 d'Anni Espar, Maica García i Leitón i 1 de Forca                  | 3a jornada, derrota 13-14 vs Països Baixos amb 4 gols d'Anni Espar, 3 de Ruiz 2 de Leitón i 1 d'Ortiz, Tarragó i Forca       | 4a jornada, victòria 15-9 vs Austràlia amb 5 gols d'Ortiz, 3 de González i Forca i 1 de Anni Espar i Leitón                                               | 1/4 de final, victòria 11-7 vs Xina amb 4 gols de Forca, 2 d'Anni Espar i 1 d'Ortiz, Tarragó, García i Bach                                  | Semifinal, victòria 8-6 vs Hongria amb 3 gols d'Anni Espar i 1 de Ortiz, Forca y García                                 | Final, derrota 5-14 vs Estats Units amb 2 gols de García i 1 d'Ortiz, Ruiz i Tarragó, obtenen MEDALLA DE PLATA          |
| Waterpolo            | Masculí                        | Dani López Pinedo, Marc Larumbe, Blai Mallarach, Álvaro Granados, Roger Tahull i Bernat Sanahuja                                                        | 1a jornada, victòria vs Sèrbia 13-12 amb 2 gols de Sanahuja, Granados i Tahull | 2a jornada, victòria 8-6 vs Montenegro, amb 2 gols de Mallarach, Granados y Sanahuja | 3a jornada, victória 16-4 vs Kazakhstan amb 5 gols de Granados, 3 de Sanahuja, 2 de Mallarach i 1 de Tahull                                | 4a jornada, victòria 16-5 vs Austràlia amb 4 gols de Granados i 2 de Mallarach y Tahull                                      | 5a jornada, victòria 8-4 vs Croàcia amb 2 gols de Granados i 1 de Sanahuja, Tahull i Mallarach                                                            | 1/4 de final, victòria 12-8 vs Estats Units amb 2 gols de Granados i Sanahuja i 1 de Tahull i Mallarach                                      | Semifinal, derrota 9-10 vs Sèrbia amb 2 gols de Granados, Sanahuja i Tahull                                             | Partit pel bronze, derrota 5-9 vs Hongria amb gol de Tahull, obtenen DIPLOMA OLIMPIC                                    |

## Medaller
Aquest és el medaller olímpic final dels Jocs Olímpics d'estiu de 2020:
     País amfitrió (Japó)
| Pos.           | CON                          | Or  | Plata | Bronze | Total |
| 1              | Estats Units d'Amèrica       | 39  | 41    | 33     | 113   |
| 2              | República Popular de la Xina | 38  | 32    | 18     | 88    |
| 3              | Japó                         | 27  | 14    | 17     | 58    |
| 4              | Gran Bretanya                | 22  | 21    | 22     | 65    |
| 5              | Comitè Olímpic Rus           | 20  | 28    | 23     | 71    |
| 6              | Austràlia                    | 17  | 7     | 22     | 46    |
| 7              | Països Baixos                | 10  | 12    | 14     | 36    |
| 8              | França                       | 10  | 12    | 11     | 33    |
| 9              | Alemanya                     | 10  | 11    | 16     | 37    |
| 10             | Itàlia                       | 10  | 10    | 20     | 40    |
| 11-86          | Resta de CON                 | 137 | 150   | 206    | 493   |
| Total (93 CON) | Total (93 CON)               | 340 | 338   | 402    | 1080  |